# Broderick Hunter
Broderick Hunter Jr. (ur. 3 stycznia 1991 w Fontanie) – amerykański model i aktor.

## Życiorys
Urodził się w Fontanie w Kalifornii jako syn Chiki Hunter i Brodericka Huntera Sr. Wychowywał się ze starszą siostrą Jolé. Uczęszczał do Etiwanda High School, gdzie grał w koszykówkę. Zaproponowano mu stypendium na kilku uniwersytetach, w tym University of Central Florida w Orlando na Florydzie. Jednak kontuzja sprawiła, że porzucił dalszą karierę sportową.
W wieku 19 lat przeniósł się do Miami i rozpoczął swoją karierę modela, po tym jak został poproszony o udział w sesji zdjęciowej. Od tego czasu jego zdjęcia doczekały się publikacji w różnych magazynach, w tym „Cosmopolitan”, „Maxim”, „Essence”, „Vogue Paris” czy włoskiej edycji „GQ”, a także były na okładkach magazynów „XIOX”, „Fantastics” i „OnFitness”. W publikacjach, takie jak „Business Insider”, „People” i „Harper’s Bazaar”, znalazł się na ich liście „najseksowniejszych mężczyzn na Instagramie”. Ponadto Hunter był twarzą Ralpha Laurena Corporation i w 2017 wziął udział w kampanii z Icelandic Glacial, naturalnej wody źródlaną z Islandii, która słynie ze swojej wysokiej jakości i wyjątkowej czystości.
Został wybrany jako jeden z najlepszych modeli męskich firmy BuzzFeed. Współpracuje z wieloma organizacjami charytatywnymi, takimi jak #hashtaglunchbox i kilkoma programami ze szpitalem dziecięcym im. Judy.
Wystąpił w teledysku do piosenki grupy The Wanted „Warzone” (2011) i wideoklipie Ciary „Sorry” (2012). Po debiucie na kinowym ekranie w filmie Zwierzęta nocy (Nocturnal Animals, 2016), pojawił się gościnnie w serialu HBO Niepewne (2017) jako Felix, sitcomie NBC Marlon (2018) jako Todd i sitcomie FOX Rel (2018).